# Henessi Schmidt

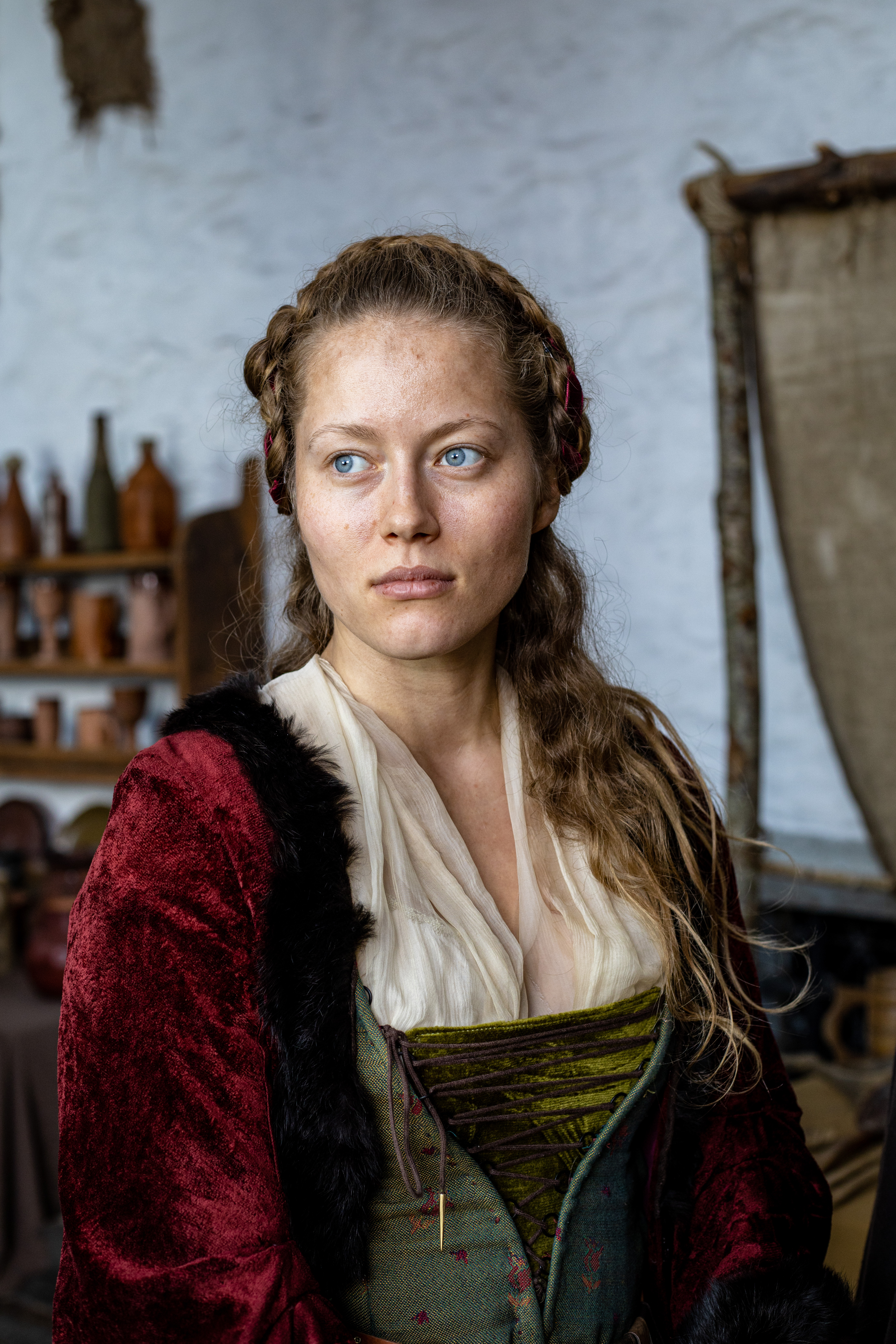
Henessi Schmidt

Henessi Schmidt (* 7. Juli 1995) ist eine estnische Schauspielerin.

## Leben und Karriere
Schmidt wurde am 7. Juli 1995 geboren. Sie studierte an der Viljandi-Kulturakademie der Universität Tartu. Ihr Debüt gab sie 2012 in der Fernsehserie Elu keset linna. Anschließend bekam sie 2020 in dem Film Talve eine Hauptrolle. Im selben Jahr nahm Schmidt an der Sendung Maskis laulja teil, wo sie den 3. Platz belegte. Außerdem trat sie 2021 in dem Film Firebird auf. Unter anderem spielte sie 2022 in Melchior, der Apotheker mit. Von 2022 bis 2024 war sie in der Serie Vikings: Valhalla zu sehen.
Neben ihrer Muttersprache Estnisch spricht sie noch Englisch, Russisch und etwas Finnisch sowie Französisch.

## Filmografie
Filme
- 2020: Talve
- 2021: Firebird
- 2022: Melchior, der Apotheker (Apteeker Melchior)

Serien
- 2012: Elu keset linna
- 2022–2024: Vikings: Valhalla